# John Basmajian
John V. Basmajian (* 21. Juni 1921 in Istanbul, Türkei; † 18. März 2008) war ein kanadischer Mediziner und Anatom. 
Basmajian war ein Pionier speziell im Bereich der Elektromyografie, u. a. bei Vladimir Janda, und des Biofeedbacks.